# Estadi Luis Suñer Picó
L'Estadi Lluis Suñer Picó és un camp de futbol situat a la ciutat valenciana d'Alzira, a la Ribera Alta, on disputa els seus partits com a local la UD Alzira. L'estadi és de propietat municipal, tot i que la UD Alzira assumeix des de 2012 la seua gestió.
L'estadi té una capacitat d'aproximadament 8.000 espectadors, 1.596 asseguts en tribuna, 508 asseguts en llotges i 6.000 de peu en grada general.

## Història
A finals de l'any 1972, l'empresari alzireny Luis Suñer Sanchis va encarregar a la constructora Palau i Castillo la construcció d'aquest estadi que havia de ser, segons ell, el millor de València després de Mestalla i el Nou Estadi del Llevant. Finalment va ser inaugurat l'1 de novembre de 1973 en el partit de Copa del Generalíssim (actual Copa del Rei) que enfrontava a la UD Alzira i el Vila-real CF, el resultat del qual va ser d'empat a 1.
L'empresari va voler que portés el nom del seu fill, Luis Suñer Picó, mort el 15 de gener de 1964 als 21 anys. Suñer Picó presidia llavors el club en 3a divisió (actual 2a B). Al final d'aquesta campanya, l'Alzira va disputar la promoció d'ascens a 2a divisió davant l'Extremadura d'Almendralejo.